# 11606 Almary
11606 Almary è un asteroide della fascia principale. Scoperto nel 1995, presenta un'orbita caratterizzata da un semiasse maggiore pari a 2,4438475 UA e da un'eccentricità di 0,1647884, inclinata di 5,84830° rispetto all'eclittica.